# 4888 Doreen
4888 Doreen este un asteroid din centura principală, descoperit pe 5 mai 1981 de Carolyn Shoemaker.